# Notylia longispicata
Notylia longispicata är en orkidéart som beskrevs av Frederico Carlos Hoehne och Schltr.. Notylia longispicata ingår i släktet Notylia och familjen orkidéer. Inga underarter finns listade i Catalogue of Life.